# ألان إتش ماكدونالد
ألان إتش ماكدونالد (بالإنجليزية: Allan H. MacDonald)‏ هو فيزيائي وأستاذ جامعي أمريكي وكندي، ولد في 1 ديسمبر 1951 في Antigonish, Nova Scotia ‏ في كندا.